# 데스크톱 환경

가장 대중적인 현대의 유닉스 계열 운영 체제용 데스크톱 환경의 간략한 연표. (회색 로고는 프로젝트의 개발 시작일을 의미하며, 색이 있는 로고는 프로젝트의 최초 릴리스를 의미한다)

데스크톱 환경(Desktop Environment, DE)은 그래피컬 컴퓨팅에서 GUI를 사용자에게 제공하는 인터페이스 스타일이다. 데스크톱 관리자라고도 한다. 이 이름은 대부분의 인터페이스에서 쓰이는 데스크톱 메타포로부터 온 이름으로, 문자열 기반의 명령 줄 인터페이스 (CLI)과 대조적이다.
데스크톱 환경은 보통 아이콘, 창, 도구 모음, 폴더, 배경 화면, 데스크톱 위젯을 제공한다. 또, 데스크톱 환경은 드래그 앤 드롭과 프로세스 사이의 통보와 같은 기능을 지원한다. 전반적으로 데스크톱 환경의 목적은 그래픽 사용자 인터페이스의 일관된 통합이며, 일관된 룩 앤드 필을 통해 사용자에게 제공하는 응용 프로그램이다.

## 운영체제
잘 알려진 운영 체제로 마이크로소프트 윈도우와 맥 오에스 텐이 있는데, 여기에서 제공하는 데스크톱 환경들은 상대적으로 변경이 불가능하다. 그러나 공통 인터페이스 요소(창, 단추, 아이콘 등)와 인터페이스 모델 그 자체의 겉모양을 완전히 바꿀 수 있는 추가적인 테마와 서드파티 소프트웨어가 있다. 윈도우에서는 기본 탐색기 셸을 바꿈으로써 이를 수행할 수 있다.
애플은 개인용 컴퓨터를 위한 리사 기반의 최초의 데스크톱 환경을 제공하였다. 최초의 데스크톱 환경은 팰러앨토 연구소의 제록스를 통해 실현되었다.

## 데스크톱 환경의 예

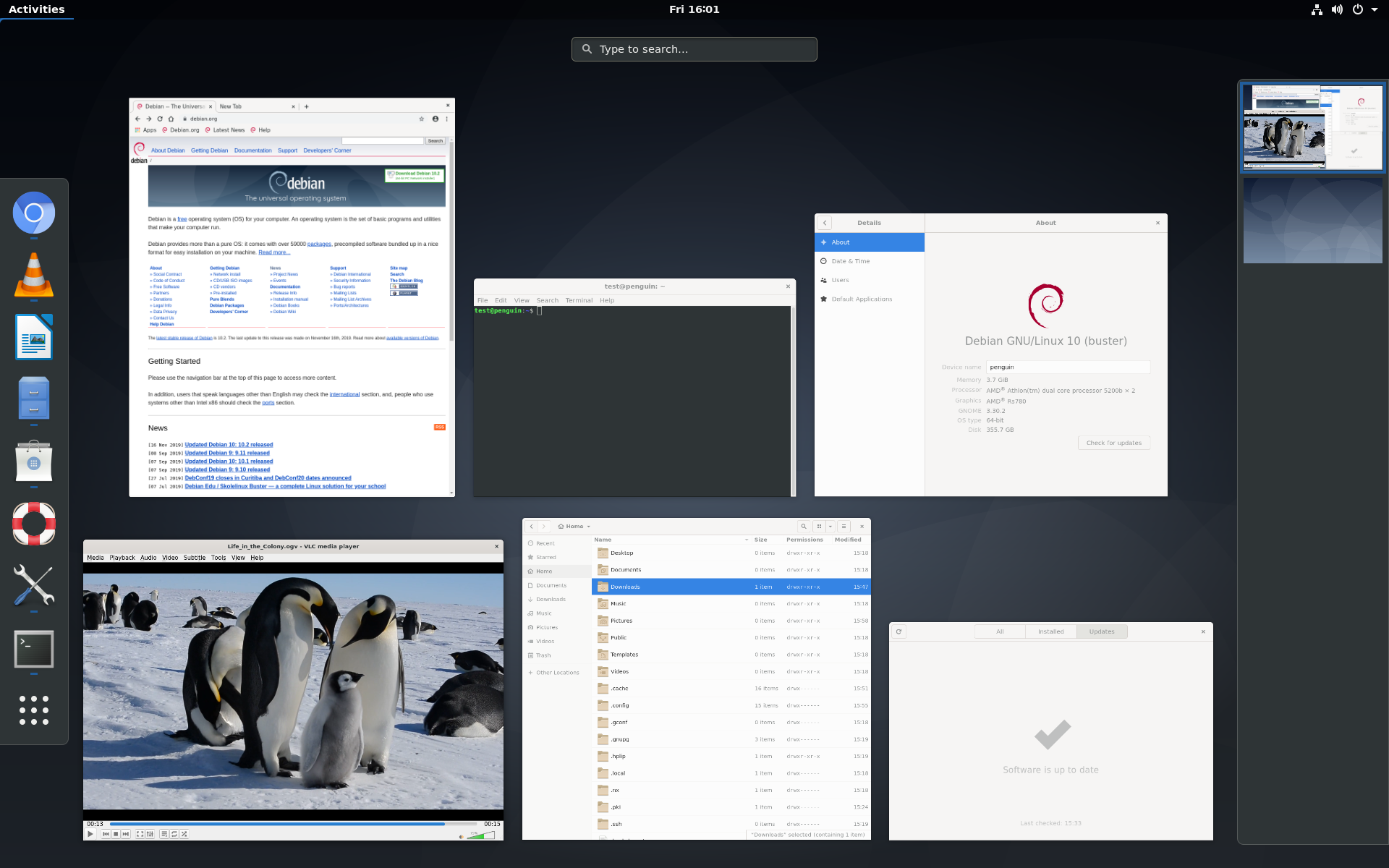
그놈 3
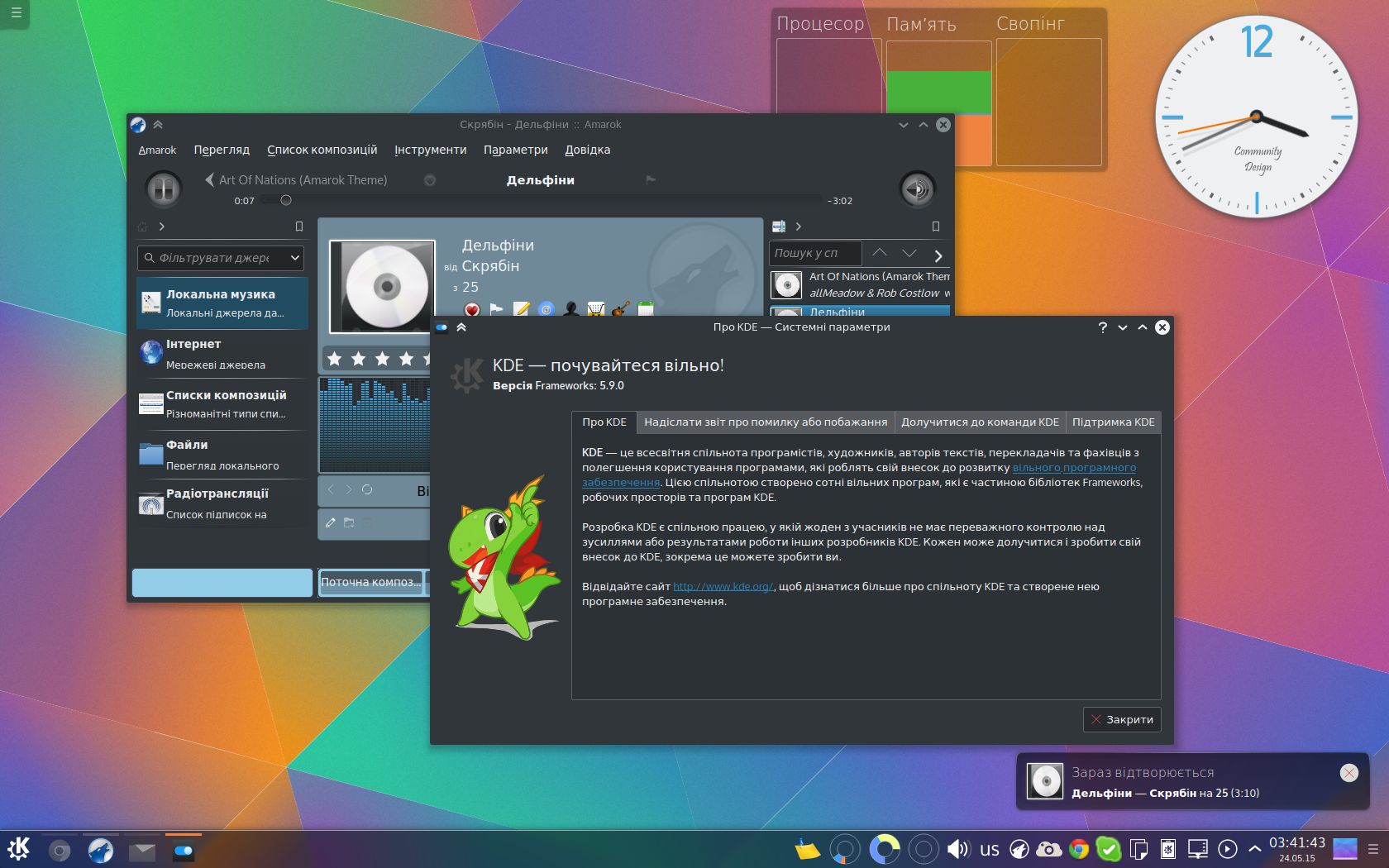
KDE 5
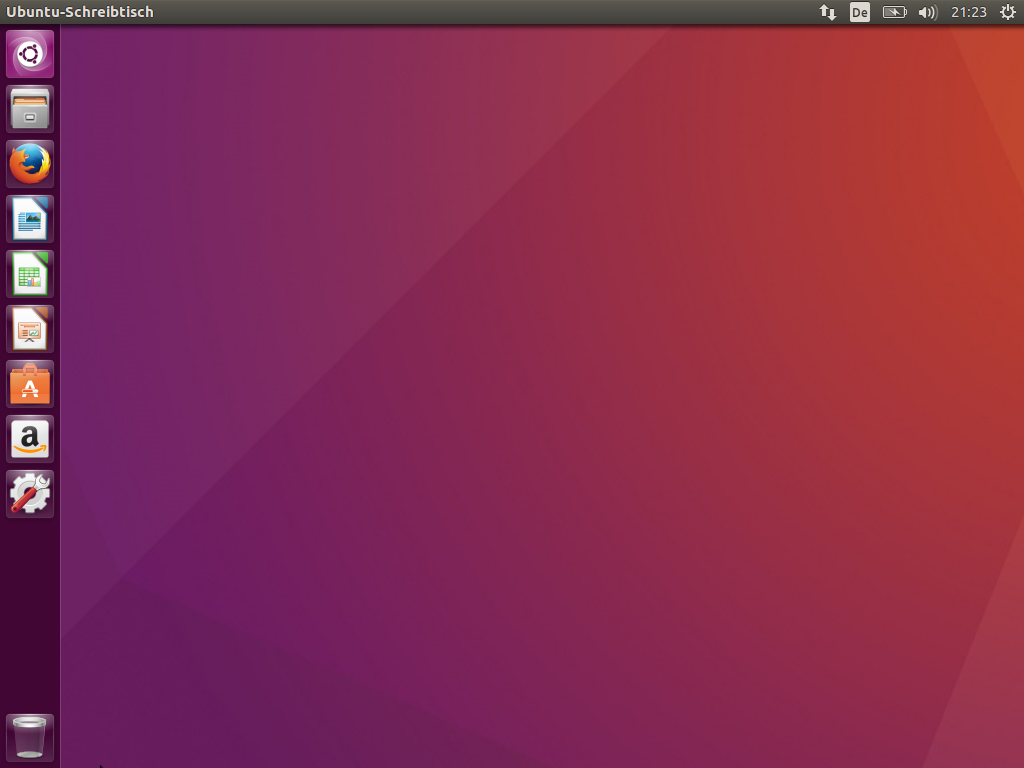
유니티
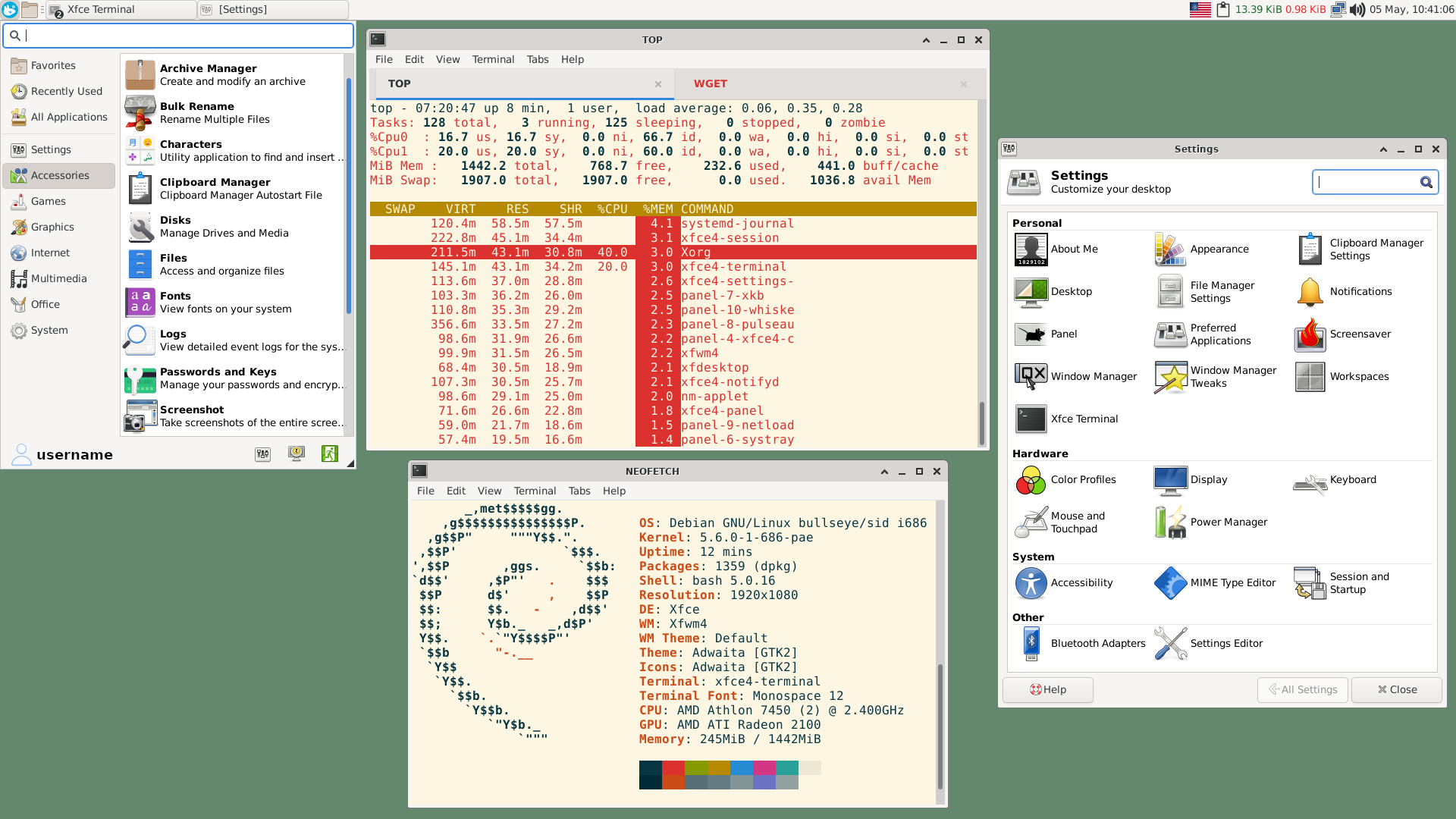
Xfce 4.14
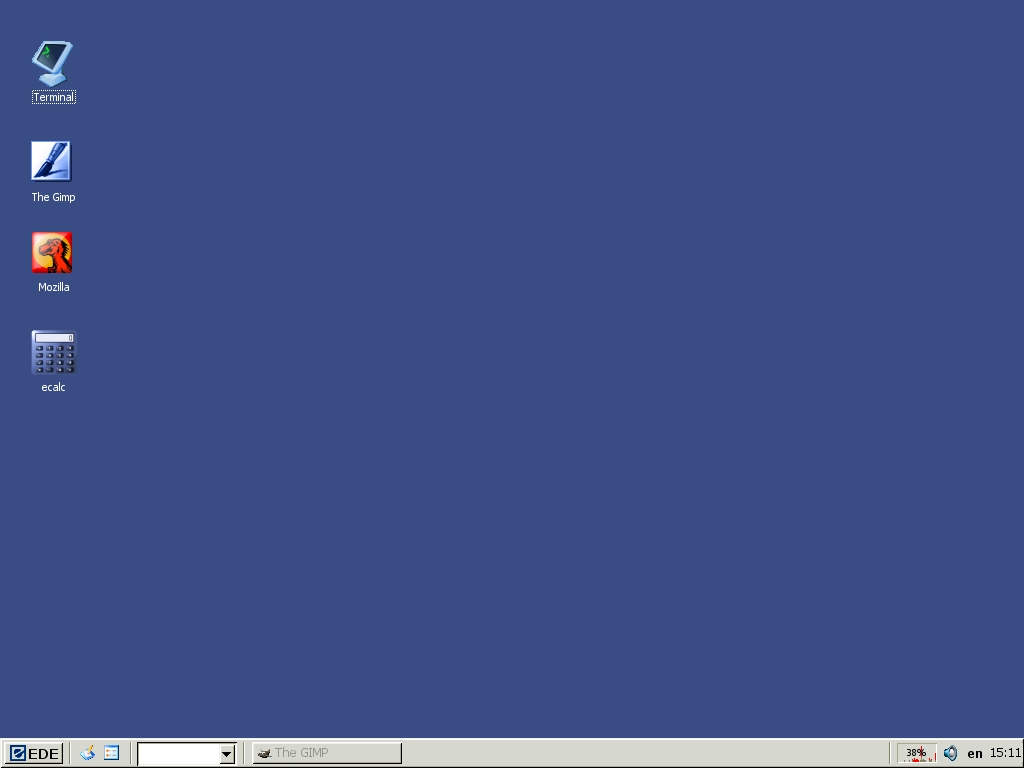
EDE
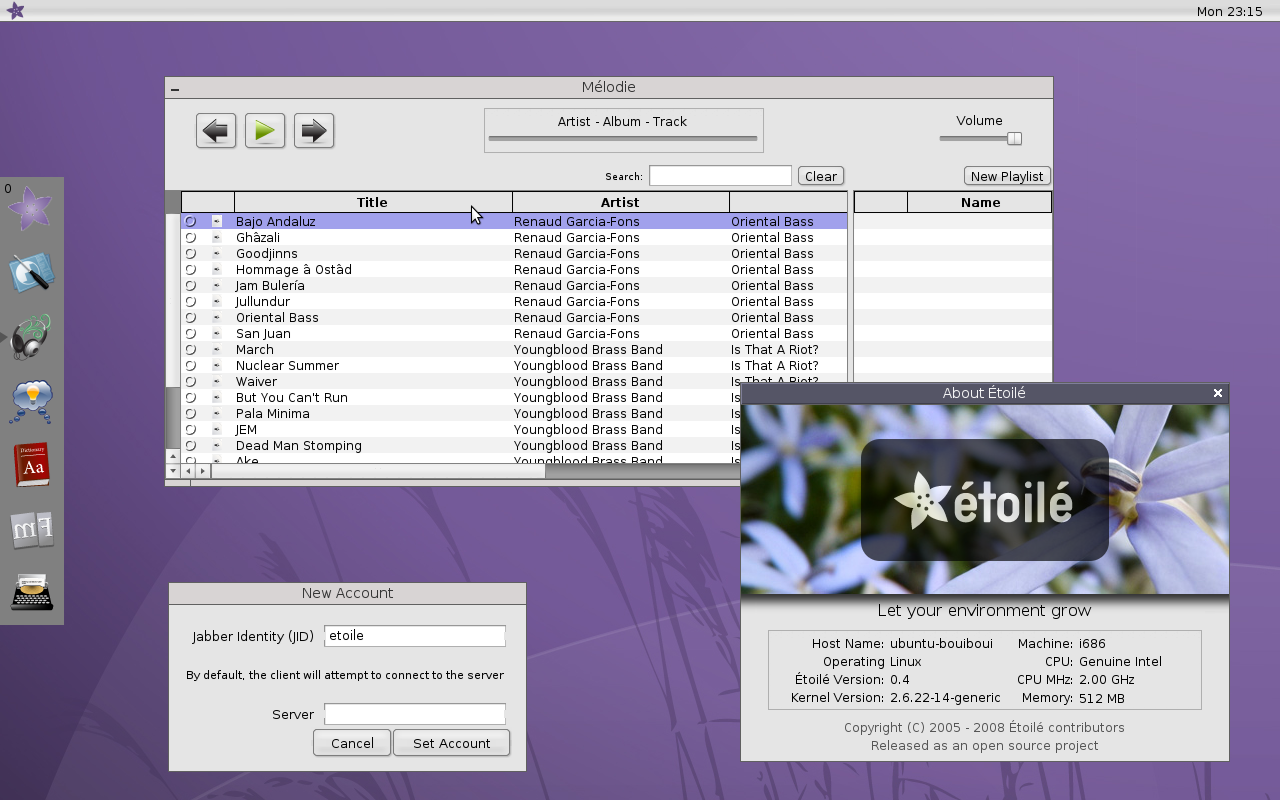
Étoilé
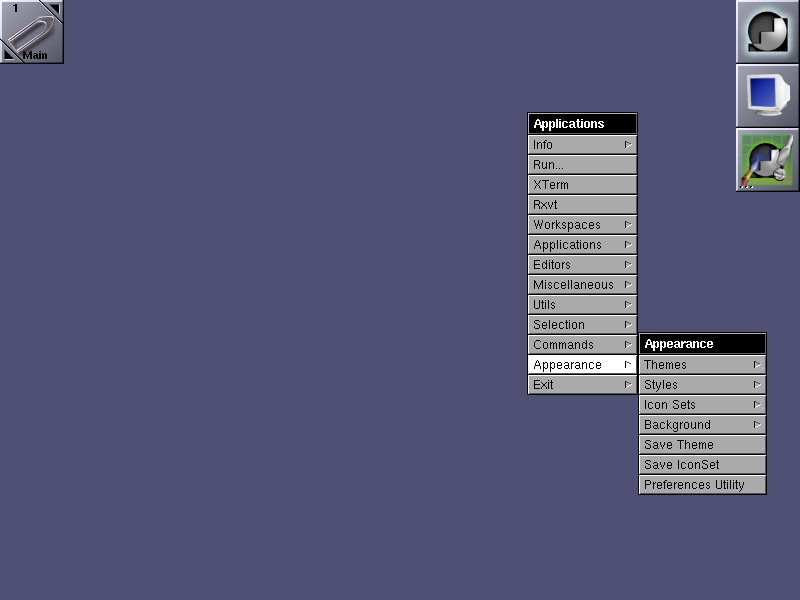
윈도 메이커

## 같이 보기
- 셸
- X 윈도 관리자